# Joseph Huber
Joseph Huber, född 4 november 1948 i Mannheim, är en professor som leder institutionen "Economic and environmental sociology" vid Martin-Luther-Universität Halle-Wittenberg. Hans är en av grundarna till teorin om ekologisk modernisering (även kallat ekomodernism) och är även känd som penningreformist.

## Publiceringar i urval
- Huber, Joseph (2004), New Technologies and Environmental Innovation, Cheltenham, UK; Northampton, MA: Edward Elgar, ISBN 1843767996.
- Huber, Joseph; Robertson, James (2000), Creating New Money. A monetary reform for the information age, London: New Economics Foundation, ISBN 1899407294, http://www.jamesrobertson.com/book/creatingnewmoney.pdf.